# Liste des gravures de Rembrandt

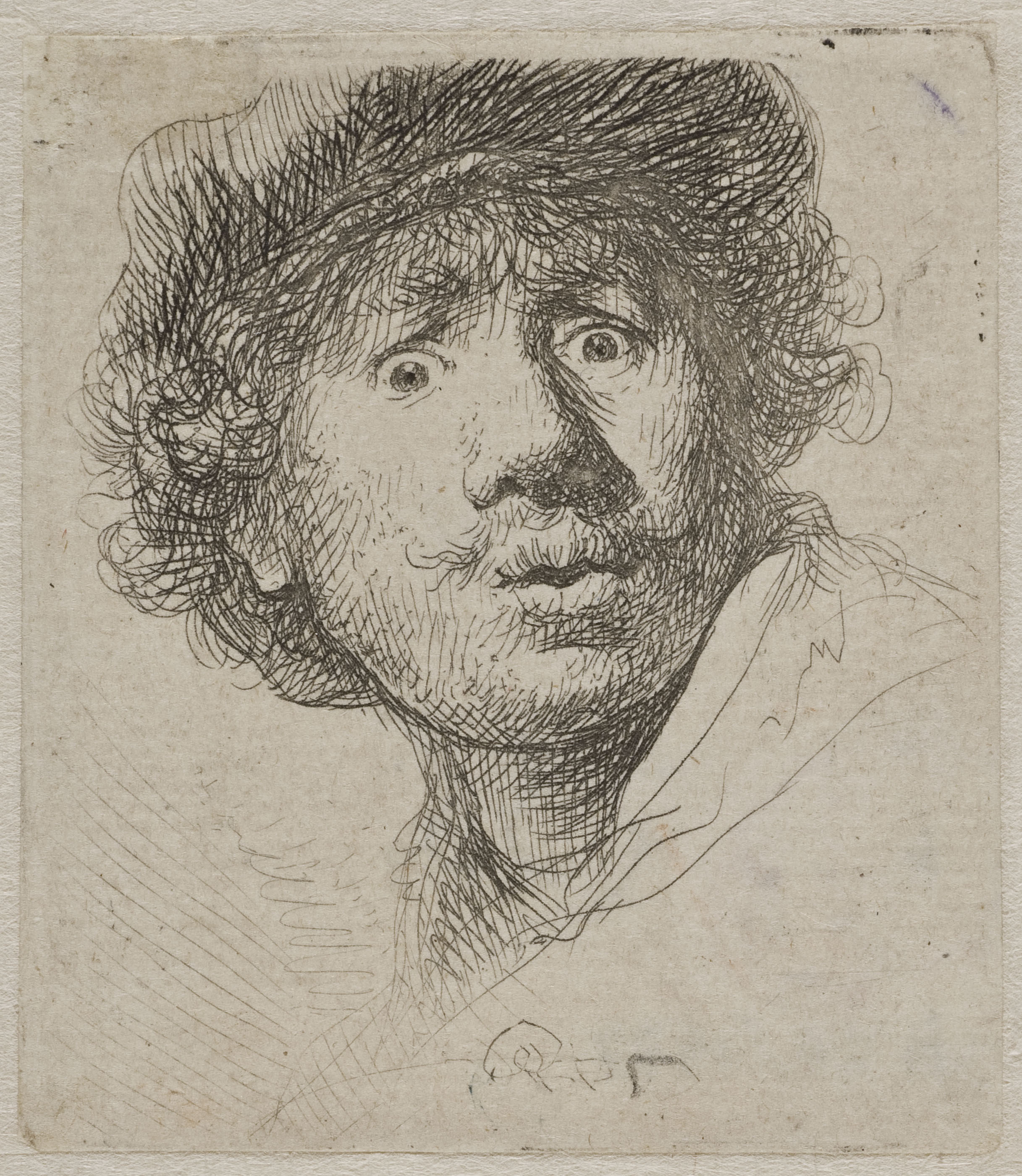
Rembrandt aux yeux hagards (1630).

Liste complète des gravures de Rembrandt.

## Présentation
La notation choisie pour cet article est la notation Bartsch (sous la forme « B. » suivi d'un numéro) — d'après celle instaurée par Adam von Bartsch — , étant la référence la plus communément utilisée. Un tableau de correspondance entre les notations d'Edme-François Gersaint (Gersaint-Yver-Daulby), d'Adam von Bartsch et d'Ignace Joseph de Claussin, trié par sujet, est réalisé et consultable sur l'ouvrage de Thomas Wilson, A Descriptive Catalogue of the Prints of Rembrandt (1836), à partir de la page 242.
Les titres en français des estampes sont tirés de Rembrandt : eaux-fortes, catalogue de l'exposition de 1986 du Petit Palais et des Eaux-fortes authentiques de Rembrandt, ouvrage en deux volumes d'André-Charles Coppier, lequel fait une liste exhaustive des gravures notées par Bartsch. Les titres en anglais sont ceux donnés par le Rijksmuseum Amsterdam (A Beggar in a Tall Hat and Long Cloak, with a Cottage and Two Figures in the Background, S. 376) ou le British Museum (Old man with snub nose, S. 398) quand son équivalent en français n'a pas été trouvé ailleurs. Ces estampes n'ont pas été connues ou reconnues par Bartsch — dont la notation s'arrête au numéro 375 —, mais possèdent, comme d'autres, la notation « S. », c'est-à-dire celle du catalogue de Woldemar von Seidlitz (1895). Cette notation est très souvent incluse dans les tableaux de correspondance des notations des estampes de Rembrandt.
Les estampes de Rembrandt sont triées par thème, ainsi que l'ont fait « traditionnellement » les historiens de l'art spécialistes de Rembrandt, et suivant leur propre classification : les catalogues raisonnés de l'œuvre gravé de Rembrandt présentent fréquemment un tableau de correspondance des différentes notations dans chacun des catalogues raisonnés de référence, :
- « G. » : Gersaint, catalogue publié en 1751 ;
- « Y. » : Yver, complément à Gersaint publié en 1756 ;
- « Da. » : Daulby (1796), mineur, suit exactement Gersaint et Yver ;
- « B. » : Bartsch (1797) ;
- « Cl. » : Claussin (1824 et 1828) ;
- « W. » : Wilson (1836) ;
- « Bl. » : Blanc (1859[7] ou 1873[6]) ;
- « M. » : Middleton (1878) ;
- « Dut. » ou « Du. » : Dutuit (1880[6] ou 1881-1885[7]) ;
- « R. » : Rovinski (1890) ;
- « S. » : Seidlitz (1895)[a]

À noter cependant que cette liste, faisant la liste exhaustive des estampes répertoriées par Bartsch, inclut donc toutes les estampes considérées comme « faux partiel », faux et autres dont l'attribution originale est erronée. Les historiens de l'art n'étant pas parvenu à obtenir un consensus, il est décidé ici de toutes les inclure (en précisant lesquelles ont été rejetées par Coppier, qui a été strictement suivi par Gary Schwartz), avec les notations usuellement mises en correspondance dans les catalogues raisonnés. À la suite de cette liste est ajoutée celle des estampes supplémentaires identifiées par Woldemar von Seidlitz dans son catalogue de 1895.
Les estampes sont imprimées sur papier, sauf mention ou précision complémentaire. 

## Liste exhaustive selon Bartsch

### Autoportraits
| Titre                                                       | Notation Bartsch            | Date               | Dimensions   | États                                                               | Conservation                                                   | Image Commons |
| ----------------------------------------------------------- | --------------------------- | ------------------ | ------------ | ------------------------------------------------------------------- | -------------------------------------------------------------- | ------------- |
| Autoportrait incliné en avant                               | B. 5                        | 1626-1630          | 43 × 40 mm   | 3 (eau-forte)                                                       | Rijksmuseum Amsterdam                                          |               |
| Autoportrait au grand nez                                   | B. 4                        | 1626-1630          | 71 × 58 mm   | 1 (eau-forte, dessin à la plume et encre marron)                    | Rijksmuseum Amsterdam                                          |               |
| Autoportrait incliné en avant, écoutant                     | B. 9                        | 1626-1630          | 65 × 52 mm   | 1 (eau-forte)                                                       | Rijksmuseum Amsterdam                                          |               |
| Rembrandt aux cheveux bouclés et au col blanc               | B. 27                       | ca. 1628-1630      | 90 × 72 mm   | 1 (eau-forte)                                                       | Lieu de conservation inconnu                                   |               |
| Jeune homme en buste (Rembrandt)                            | B. 338                      | 1629               | 174 × 154 mm | 1 (eau-forte)                                                       | Rijksmuseum Amsterdam                                          |               |
| Portrait de Rembrandt en ovale                              | B. 12                       | ca. 1629           | 62 × 50 mm   | 1 (eau-forte)                                                       | Rijksmuseum Amsterdam                                          |               |
| Rembrandt fronçant les sourcils                             | B. 10                       | 1630               | 70 × 59 mm   | 3 (eau-forte)                                                       | Rijksmuseum Amsterdam                                          |               |
| Rembrandt à la bouche ouverte                               | B. 13                       | 1630               | 83 × 72 mm   | 3 (eau-forte et dessin à la plume et encre marron)                  | Rijksmuseum Amsterdam                                          |               |
| Autoportrait avec un béret de velours                       | B. 24                       | 1630               | 59 × 50 mm   | 4 (eau-forte)                                                       | Rijksmuseum Amsterdam                                          |               |
| Tête de face riant (Rembrandt)                              | B. 316                      | 1630               | 51 × 44 mm   | 6 (eau-forte)                                                       | British Museum                                                 |               |
| Rembrandt aux yeux hagards                                  | B. 320                      | 1630               | 50 × 45 mm   | 1 (eau-forte et burin)                                              | Nationalmuseum (Stockholm) et Bibliothèque nationale de France |               |
| Rembrandt aux cheveux crépus                                | B. 1                        | ca. 1630           | 56 × 49 mm   | 2 (eau-forte)                                                       | Rijksmuseum Amsterdam                                          |               |
| Rembrandt au chapeau rond et au manteau brodé               | B. 7                        | 1631               | 148 × 131 mm | 11 (eau-forte et pointe-sèche et dessin à la plume et encre marron) | Rijksmuseum Amsterdam, Bibliothèque nationale de France        |               |
| Rembrandt avec bonnet et le collet pendant                  | B. 15                       | 1631               | 61 × 53 mm   | 5 (eau-forte et pointe-sèche)                                       | Rijksmuseum Amsterdam                                          |               |
| Rembrandt au bonnet rond                                    | B. 16                       | 1631               | 63 × 57 mm   | 1 (eau-forte)                                                       | Rijksmuseum Amsterdam                                          |               |
| Rembrandt aux cheveux hérissés                              | B. 8                        | 1631               | 64 × 60 mm   | 6 (eau-forte)                                                       | Rijksmuseum Amsterdam                                          |               |
| Rembrandt au bonnet fourré                                  | B. 319                      | ca. 1631           | 50 × 42 mm   | 6 (eau-forte)                                                       | Rijksmuseum Amsterdam                                          |               |
| Rembrandt avec l'écharpe autour du cou                      | B. 17                       | 1634               | 132 × 103 mm | 1 (eau-forte)                                                       | Rijksmuseum Amsterdam                                          |               |
| Rembrandt tenant un sabre                                   | B. 18                       | 1634               | 124 × 102 mm | 2 (eau-forte)                                                       | Rijksmuseum Amsterdam                                          |               |
| Rembrandt au sabre et à l'aigrette                          | B. 23                       | 1634               | 197 × 163 mm | 3 (eau-forte)                                                       | Rijksmuseum Amsterdam                                          |               |
| Rembrandt « aux trois moustaches »                          | B. 2                        | ca. 1634-1635      | 50 × 44 mm   | 1 (eau-forte)                                                       | Rijksmuseum Amsterdam et Bibliothèque nationale de France      |               |
| Rembrandt et Saskia                                         | B. 19                       | 1636               | 104 × 94 mm  | 3 (eau-forte)                                                       | Rijksmuseum Amsterdam                                          |               |
| Rembrandt au béret orné d'une plume                         | B. 20                       | 1638               | 134 × 103 mm | 1 (eau-forte, pointe-sèche)                                         | Rijksmuseum Amsterdam                                          |               |
| Rembrandt appuyé                                            | B. 21                       | 1639               | 206 × 164 mm | 2 (eau-forte, pointe-sèche et craie noire)                          | Rijksmuseum Amsterdam                                          |               |
| Rembrandt aux cheveux courts et frisés                      | B. 26                       | 1642               | 93 × 62 mm   | 1 (eau-forte)                                                       | Rijksmuseum Amsterdam                                          |               |
| Rembrandt dessinant à la fenêtre Rembrandt gravant          | B. 22                       | 1648               | 160 × 130 mm | 5 (eau-forte et pointe-sèche)                                       | Rijksmuseum Amsterdam                                          |               |
| Rembrandt portant un oiseau de proie ou Rembrandt au faucon | B. 3 (rejetée par Coppier)  | n. d.              | 125 × 98 mm  | 4                                                                   | Petit Palais, British Museum                                   |               |
| Rembrandt au bonnet fourré et à habit noir                  | B. 6 (rejetée par Coppier)  | c. 1630            | 66 × 60 mm   | 4                                                                   | Rijksmuseum Amsterdam                                          |               |
| Rembrandt à bonnet et robe fourrée                          | B. 14 (rejetée par Coppier) | entre 1625 et 1631 | 60 × 57 mm   | 2                                                                   | Rijksmuseum Amsterdam                                          |               |
| Rembrandt aux cheveux crépus                                | B. 25 (rejetée par Coppier) | entre 1628 et 1631 | 50 × 43 mm   | 3                                                                   | Rijksmuseum Amsterdam                                          |               |

### Portraits et têtes
| Titre                                                     | Notation Bartsch                                                                          | Date | Dimensions | États | Conservation                              | Image Commons |
| --------------------------------------------------------- | ----------------------------------------------------------------------------------------- | --- | --- | --- | ----------------------------------------- | ------------- |
| Tête de la mère de Rembrandt : tête                       | B. 352                                                                                    | 1628 | 63 × 64 mm | 2 (eau-forte) | Rijksmuseum Amsterdam, musée Baron-Martin |               |
| Tête de la mère de Rembrandt : buste                      | B. 354                                                                                    | 1628 | 65 × 63 mm | 2 (eau-forte) | Rijksmuseum Amsterdam                     |               |
| Homme à moustaches relevées (père de Rembrandt ?)         | B. 321                                                                                    | 1630 | 102 × 84 mm | 2 (eau-forte) | Rijksmuseum Amsterdam                     |               |
| Tête d'homme de face (père de Rembrandt ?)                | B. 304                                                                                    | 1630 | 73 × 59 mm | 5 (eau-forte sur parchemin) | Rijksmuseum Amsterdam                     |               |
| Vieillard à grande barbe blanche                          | B. 309                                                                                    | 1630 | 96 × 81 mm | 1 (eau-forte) | Rijksmuseum Amsterdam                     |               |
| Vieillard à barbe carrée et large                         | B. 325                                                                                    | 1630 | 91 × 76 mm | 1 (eau-forte) | Rijksmuseum Amsterdam                     |               |
| Vieillard à barbe carrée et bonnet                        | B. 314                                                                                    | 1630 | 87 × 73 mm | 1 (eau-forte) | Rijksmuseum Amsterdam                     |               |
| La Femme aux oignons                                      | B. 134                                                                                    | ca. 1630 | 87 × 73 mm | 2 (eau-forte) | Rijksmuseum Amsterdam                     |               |
| La Mauresse blanche                                       | B. 357                                                                                    | ca. 1630 | 98 × 77 mm | 2 (eau-forte) | Rijksmuseum Amsterdam                     |               |
| La mère de Rembrandt assise près d'une table              | B. 343                                                                                    | 1631 | 148 × 130 mm | 3 (eau-forte) | Rijksmuseum Amsterdam                     |               |
| Vieille femme coiffée à l'orientale (mère de Rembrandt ?) | B. 348                                                                                    | 1631 | 145 × 129 mm | 3 (eau-forte) | Rijksmuseum Amsterdam                     |               |
| Buste de la mère de Rembrandt                             | B. 349                                                                                    | 1631 | 87 × 67 mm | 2 (eau-forte) | Rijksmuseum Amsterdam                     |               |
| Buste d'homme en bonnet fourré : le père de Rembrandt     | B. 263                                                                                    | 1631 | 146 × 130 mm | 4 (eau-forte et burin) | Rijksmuseum Amsterdam                     |               |
| Vieillard à grande barbe et au front ridé                 | B. 260                                                                                    | 1631 | 68 × 66 mm | 2 (eau-forte) | Rijksmuseum Amsterdam                     |               |
| Vieillard à barbe pointue                                 | B. 315                                                                                    | 1631 | 68 × 66 mm | 2 (eau-forte) | Rijksmuseum Amsterdam                     |               |
| Vieille avec un voile noir                                | B. 355                                                                                    | 1631 | 56 × 48 mm | 7 (eau-forte) | Rijksmuseum Amsterdam                     |               |
| Vieillard à grande barbe et tête chauve                   | B. 291                                                                                    | ca. 1631 | 71 × 64 mm | 1 (eau-forte) | Rijksmuseum Amsterdam                     |               |
| Esclave à grand bonnet                                    | B. 302                                                                                    | ca. 1631 | ? × ?mm | 5 (eau-forte) | British Museum                            |               |
| Vieillard à grande barbe                                  | B. 312                                                                                    | ca. 1631 | 65 × 55 mm | 2 (eau-forte) | British Museum                            |               |
| Jeune homme assis                                         | B. 258 (rejetée par tous les spécialistes ; anonyme)                                      | ca. 1631 | 50 × 43 mm | n. c. | Rijksmuseum Amsterdam                     |               |
| Vieillard à grande barbe et bonnet fourré                 | B. 262                                                                                    | ca. 1632 | 149 × 130 mm | 3 (eau-forte) | Rijksmuseum Amsterdam                     |               |
| Tête de la mère de Rembrandt                              | B. 351                                                                                    | 1633 | 42 × 40 mm | 2 (eau-forte) | Rijksmuseum Amsterdam                     |               |
| Jan Cornelius Sylvius                                     | B. 266                                                                                    | 1633 | 165 × 140 mm | 2 (eau-forte) | Rijksmuseum Amsterdam                     |               |
| Saskia avec des perles dans les cheveux                   | B. 347                                                                                    | 1634 | 86 × 67 mm | 1 (eau-forte) | Rijksmuseum Amsterdam                     |               |
| Jan Uytenbogaert                                          | B. 279                                                                                    | 1635 | 225 × 186 mm | 6 (eau-forte) | Rijksmuseum Amsterdam                     |               |
| Première tête orientale                                   | B. 286                                                                                    | 1635 | 152 × 125 mm | 2 (eau-forte et pointe-sèche) | Rijksmuseum Amsterdam                     |               |
| Deuxième tête orientale                                   | B. 287                                                                                    | ca. 1635 | 150 × 125 mm | 1 (eau-forte) | Rijksmuseum Amsterdam                     |               |
| Troisième tête orientale                                  | B. 288                                                                                    | 1635 | 154 × 130 mm | 1 (eau-forte) | Rijksmuseum Amsterdam                     |               |
| Homme en cheveux                                          | B. 289                                                                                    | ca. 1635 | 158 × 135 mm | 2 (eau-forte) | Rijksmuseum Amsterdam                     |               |
| Vieillard à grande barbe                                  | B. 290                                                                                    | ca. 1635 | 112 × 103 mm | 1 (eau-forte) | Rijksmuseum Amsterdam, Musée Baron-Martin |               |
| Vieillard chauve à courte barbe                           | B. 306                                                                                    | ca. 1635 | 66 × 56 mm | 1 (eau-forte) | Rijksmuseum Amsterdam                     |               |
| Menasseh ben Israël                                       | B. 269                                                                                    | 1636 | 149 × 107 mm | 3 (eau-forte) | Rijksmuseum Amsterdam                     |               |
| Jeune homme assis et réfléchissant                        | B. 268                                                                                    | 1637 | 97 × 83 mm | 3 (eau-forte) | Rijksmuseum Amsterdam                     |               |
| Vieillard à barbe carrée                                  | B. 313                                                                                    | 1637 | 95 × 83 mm | 1 (eau-forte) | Rijksmuseum Amsterdam                     |               |
| La petite mariée juive (Saskia en Sainte Catherine)       | B. 342                                                                                    | 1638 | 110 × 79 mm | 1 (eau-forte et pointe-sèche) | Rijksmuseum Amsterdam                     |               |
| Homme avec chapeau à grands bords                         | B. 311                                                                                    | 1638 | 79 × 64 mm | 1 (eau-forte) | Rijksmuseum Amsterdam                     |               |
| Jan Uytenbogaert, dit « Le Peseur d'Or »                  | B. 281                                                                                    | 1639 | 250 × 204 mm | 2 (eau-forte et pointe-sèche sur soie) | Rijksmuseum Amsterdam                     |               |
| Homme avec chaîne et croix                                | B. 261                                                                                    | 1641 | 152 × 103 mm | 4 (eau-forte) | Rijksmuseum Amsterdam                     |               |
| Saskia malade                                             | B. 359                                                                                    | ca. 1641-42 | 63 × 51 mm | 1 (eau-forte et pointe-sèche) | Rijksmuseum Amsterdam                     |               |
| Portrait d'un jeune garçon de profil                      | B. 310                                                                                    | 1641 | 95 × 67 mm | 1 (eau-forte) | Rijksmuseum Amsterdam                     |               |
| Cornelis Claesz. Anslo,                                   | B. 271                                                                                    | 1641 | 188 × 158 mm | 2 (eau-forte, pointe-sèche) | Rijksmuseum Amsterdam                     |               |
| Homme sous une treille                                    | B. 257                                                                                    | 1642 | 72 × 56 mm | 1 (eau-forte) | Rijksmuseum Amsterdam                     |               |
| Homme méditant                                            | B. 148                                                                                    | ca. 1642 | 145 × 133 mm | 1 (eau-forte) | Rijksmuseum Amsterdam                     |               |
| Portrait de Jan Cornelis Sylvius                          | B. 280                                                                                    | 1646 | 278 × 188 mm | 2 (eau-forte, pointe-sèche et burin) | Rijksmuseum Amsterdam                     |               |
| Ephraïm Bueno ou Ephraïm Bonus                            | B. 278                                                                                    | 1647 | 240 × 176 mm | 2 (eau-forte, pointe-sèche et burin) | Rijksmuseum Amsterdam                     |               |
| Portrait de Jan Six                                       | B. 285                                                                                    | 1647 | 243 × 192 mm | 4 (eau-forte, pointe-sèche et burin) | Rijksmuseum Amsterdam                     |               |
| Jan Asselyn dit « krabbetje »                             | B. 277                                                                                    | 1647 | 218 × 170 mm | 3 (eau-forte, pointe-sèche et burin) | Rijksmuseum Amsterdam                     |               |
| Clement De Jonghe                                         | B. 272                                                                                    | 1651 | 208 × 162 mm | 6 (eau-forte, pointe-sèche et burin) | Rijksmuseum Amsterdam                     |               |
| Le Docteur Fautrieus                                      | B. 270                                                                                    | ca. 1652 | 210 × 161 mm | 4 (eau-forte, pointe-sèche et burin) | Rijksmuseum Amsterdam                     |               |
| Pieter Haringh ou Le Jeune Haaring                        | B. 275                                                                                    | ca. 1655 | 198 × 148 mm | 5 (eau-forte, pointe-sèche et burin) | Rijksmuseum Amsterdam, musée Baron-Martin |               |
| Thomas Jacobsz. Haaring ou Le Vieil Haaring               | B. 274                                                                                    | ca. 1655 | 196 × 148 mm | 2 (eau-forte, pointe-sèche et burin) | Rijksmuseum Amsterdam                     |               |
| Jan Lutma                                                 | B. 276                                                                                    | 1656 | 198 × 149 mm | 3 (eau-forte et pointe-sèche) | Rijksmuseum Amsterdam                     |               |
| Rembrandt coiffé d'une toque                              | B. 11                                                                                     | ca. 1656 | 98 × 70 mm | 1 (eau-forte) | Rijksmuseum Amsterdam                     |               |
| Le Docteur Tholinx,                                       | B. 284                                                                                    | ca. 1656 | 167 × 148 mm | eau-forte | Rijksmuseum Amsterdam                     |               |
| Abraham Francen                                           | B. 273                                                                                    | ca. 1657 | 157 × 209 mm | 9 (eau-forte, pointe-sèche et burin) | Rijksmuseum Amsterdam                     |               |
| « Le Petit Coppenol »                                     | B. 282                                                                                    | ca. 1658 | 257 × 191 mm | 6 (eau-forte, pointe-sèche et burin) | Rijksmuseum Amsterdam                     |               |
| « Le Grand Coppenol »                                     | B. 283                                                                                    | ca. 1658 | 342 × 290 mm | 6 (eau-forte, pointe-sèche et burin) | Rijksmuseum Amsterdam                     |               |
| Jan Antonides van der Linden                              | B. 264                                                                                    | 1665 | 140 × 106 mm | 5 (eau-forte, pointe-sèche et burin) | Rijksmuseum Amsterdam                     |               |
| Vieillard avec barbe                                      | B. 297 (rejetée par Coppier)                                                              | c. 1627 - 1631 | 57 × 49 mm | Eau-forte | Rijksmuseum Amsterdam                     |               |
| Vieillard à tête chauve                                   | B. 298 (rejetée par Coppier)                                                              | c. 1628 - 1631 | 70 × 57 mm | Eau-forte | Rijksmuseum Amsterdam                     |               |
| Vieillard sans barbe                                      | B. 299 (rejetée par Coppier)                                                              | n. d. | 45 × 32 mm | Eau-forte | Rijksmuseum Amsterdam                     |               |
| Vieillard à barbe courte                                  | B. 300 (rejetée par Coppier)                                                              | c. 1628 - 1633 | 39 × 34 mm | Eau-forte | Rijksmuseum Amsterdam                     |               |
| Autre tête semblable                                      | B. 301 (rejetée par Coppier)                                                              | c. 1628 - 1633 | 25 × 25 mm | Eau-forte | Rijksmuseum Amsterdam                     |               |
| Esclave turc                                              | B. 303 (rejetée par Coppier)                                                              | c. 1628 - 1633 | 37 × 24 mm | Eau-forte | Rijksmuseum Amsterdam                     |               |
| Homme à bouche de travers                                 | B. 305 (rejetée par Coppier), attribué à Ferdinand Bol                                    | ap. 1630 | 64 × 60 mm | Eau-forte | Rijksmuseum Amsterdam                     |               |
| Homme avec bonnet Parfois nommée à tort Père de Rembrandt | B. 307                                                                                    | 1631-1633 (commencée en 1631 et signée « IL », puis achevée en 1633 et signée « RH » en superposition sur la signature antérieure) | 74 × 58 mm | 4 (eau-forte) | Rijksmuseum Amsterdam                     |               |
| Homme faisant la moue                                     | B. 308 (rejetée par Coppier : Jan Lievens)                                                | n. d. | 66 × 61 mm | National Gallery of Art, Metropolitan Museum of Art, Rijksmuseum Amsterdam | 2 (eau-forte)                             |               |
| Vieillard à barbe droite                                  | B. 317 (rejetée par Coppier)                                                              | c. 1625 - 1631 | 49 × 38 mm | Rijksmuseum Amsterdam | Eau-forte                                 |               |
| Philosophe avec un sablier                                | B. 318 (rejetée par Coppier)                                                              | 55 × 49 mm. On a longtemps considéré Philosophe avec un sablier comme étant la seule gravure sur bois connue de Rembrandt. Très rare, on ne sait si le dessin original est de Rembrandt ou de Lievens, mais tous les spécialistes la classaient au crédit de Rembrandt et Charles Blanc le justifiait en estimant qu'« elle est digne de lui par la finesse de l'expression et par l'indication savante et précise de la main du philosophe » et que son ami était plutôt son imitateur que son élève. Pourtant, elle est désormais définitivement attribuée à Lievens par le Hollstein,. | 55 × 49 mm. On a longtemps considéré Philosophe avec un sablier comme étant la seule gravure sur bois connue de Rembrandt. Très rare, on ne sait si le dessin original est de Rembrandt ou de Lievens, mais tous les spécialistes la classaient au crédit de Rembrandt et Charles Blanc le justifiait en estimant qu'« elle est digne de lui par la finesse de l'expression et par l'indication savante et précise de la main du philosophe » et que son ami était plutôt son imitateur que son élève. Pourtant, elle est désormais définitivement attribuée à Lievens par le Hollstein,. | 55 × 49 mm. On a longtemps considéré Philosophe avec un sablier comme étant la seule gravure sur bois connue de Rembrandt. Très rare, on ne sait si le dessin original est de Rembrandt ou de Lievens, mais tous les spécialistes la classaient au crédit de Rembrandt et Charles Blanc le justifiait en estimant qu'« elle est digne de lui par la finesse de l'expression et par l'indication savante et précise de la main du philosophe » et que son ami était plutôt son imitateur que son élève. Pourtant, elle est désormais définitivement attribuée à Lievens par le Hollstein,. | Metropolitan Museum of Art                |               |
| Tête à bonnet                                             | B. 322 (rejetée par Coppier)                                                              | | ? × ?mm | |                                           |               |
| Homme avec bandelettes au bonnet                          | B. 323 (rejetée par Coppier)                                                              | | ? × ?mm | |                                           |               |
| Vieillard à tête chauve                                   | B. 324 (rejetée par Coppier)                                                              | | ? × ?mm | |                                           |               |
| Tête grotesque                                            | B. 326 (rejetée par Coppier)                                                              | | ? × ?mm | |                                           |               |
| Autre petite tête grotesque                               | B. 327 (rejetée par Coppier)                                                              | | ? × ?mm | |                                           |               |
| L'Homme qui peint                                         | B. 328 (rejetée par Coppier)                                                              | | ? × ?mm | |                                           |               |
| Buste de jeune homme                                      | B. 329 (rejetée par Coppier)                                                              | | ? × ?mm | |                                           |               |
| Buste de jeune homme                                      | B. 330 (rejetée par Coppier)                                                              | | ? × ?mm | |                                           |               |
| Buste de jeune homme au bonnet orné d'une plume           | B. 331 (rejetée par Coppier)                                                              | | ? × ?mm | |                                           |               |
| Buste d'homme à cheveux crépus                            | B. 332 (rejetée par Coppier)                                                              | | ? × ?mm | |                                           |               |
| Buste de vieillard                                        | B. 333 (rejetée par Coppier)                                                              | | ? × ?mm | |                                           |               |
| Buste de vieillard                                        | B. 334 (rejetée par Coppier)                                                              | | ? × ?mm | |                                           |               |
| Buste d'homme avec bonnet orné de plumes                  | B. 335 (rejetée par Coppier)                                                              | | ? × ?mm | |                                           |               |
| Tête d'homme à cheveux crépus                             | B. 336 (rejetée par Coppier)                                                              | | ? × ?mm | |                                           |               |
| Buste de vieillard                                        | B. 337 (rejetée par Coppier)                                                              | | ? × ?mm | |                                           |               |
| Jeune homme en buste (Rembrandt)                          | B. 338 (rejetée par Coppier)                                                              | | ? × ?mm | |                                           |               |
| Le Nègre blanc                                            | B. 339 (rejetée par Coppier)                                                              | | ? × ?mm | |                                           |               |
| Femme coiffée en cheveux (Saskia)                         | B. 346                                                                                    | | ? × ?mm | |                                           |               |
| Buste de la mère de Rembrandt                             | B. 353                                                                                    | 1634 | 86 × 66 mm | |                                           |               |
| Tête de femme                                             | B. 358 (rejetée par Coppier)                                                              | | ? × ?mm | |                                           |               |
| Tête de vieille                                           | B. 360 (rejetée par Coppier)                                                              | | ? × ?mm | |                                           |               |
| Femme lisant                                              | B. 361 (rejetée par Coppier)                                                              | | ? × ?mm | |                                           |               |
| Vieille femme portant lunettes                            | B. 362 (rejetée par Coppier)                                                              | | ? × ?mm | |                                           |               |
| Tête d'homme chauve                                       | B. 293 (rejetée par tous les spécialistes ; anonyme)                                      | n. d. | ? × ?mm | n. c. | Rijksmuseum Amsterdam                     |               |
| Vieillard à grande barbe                                  | B. 295 (rejetée par tous les spécialistes ; auteur : Ferdinand Bol)                       | n. d. | 73 × 54 mm | n. c. | Rijksmuseum Amsterdam                     |               |
| Vieillard à tête chauve                                   | B. 296 (rejetée par tous les spécialistes ; peut-être Jan Lievens, ou école de Rembrandt) | n. d. | 45 × 44 mm | eau-forte et pointe sèche | Rijksmuseum Amsterdam                     |               |
| Autre vieille (mère de Rembrandt)                         | B. 344 (rejetée par tous les spécialistes ; anonyme)                                      | n. d. | 150 × 116 mm | n. c. | Rijksmuseum Amsterdam                     |               |
| Vieillard à grande barbe                                  | B. 267 (rejetée par Coppier)                                                              | n. c. | n. c. | n. c. | n. c.                                     | Introuvable   |

### Sujets bibliques et religieux
| Titre                                                                 | Notation Bartsch            | Date          | Dimensions   | États                                                          | Conservation | Image Commons |
| --------------------------------------------------------------------- | --------------------------- | ------------- | ------------ | -------------------------------------------------------------- | --- | ------------- |
| Le repos pendant la fuite en Egypte                                   | B. 59                       | ca. 1626      | 212 × 164 mm | 1 (eau-forte)                                                  | Rijksmuseum Amsterdam |               |
| La Circoncision                                                       | S. 398                      | ca. 1626      | 216 × 167 mm | 2 (eau-forte)                                                  | Rijksmuseum Amsterdam |               |
| La Fuite en Egypte                                                    | B. 54                       | ca. 1627      | 146 × 121 mm | 6 (eau-forte)                                                  | Rijksmuseum Amsterdam |               |
| Saint Pierre et Saint Jean à la porte du Temple                       | B. 95                       | 1627-1631     | 221 × 169 mm | 1 (eau-forte)                                                  | Rijksmuseum Amsterdam |               |
| Saint Paul priant à genoux                                            | B. 106                      | ca. 1629      | 389 × 332 mm | 1 (eau-forte)                                                  | Rijksmuseum Amsterdam |               |
| Saint Paul en méditation                                              | B. 149                      | ca. 1629      | ? × ?mm      | 1 (eau-forte)                                                  | Bibliothèque nationale de France |               |
| Tobit aveugle (petit)                                                 | B. 153                      | ca. 1629      | 79 × 55 mm   | 5 (eau-forte)                                                  | Rijksmuseum Amsterdam |               |
| Jésus discutant avec les Docteurs de la loi : la petite planche       | B. 66                       | 1630          | 89 × 68 mm   | 3 (eau-forte)                                                  | Rijksmuseum Amsterdam |               |
| Présentation au Temple avec l'ange                                    | B. 51                       | 1630          | 120 × 78 mm  | 2 (eau-forte)                                                  | Rijksmuseum Amsterdam |               |
| La petite Circoncision                                                | B. 48                       | ca. 1630      | 89 × 64 mm   | 1 (eau-forte et pointe-sèche)                                  | British Museum, musée Baron-Martin |               |
| Saint Jérôme en prières                                               | B. 101                      | 1632          | 109 × 81 mm  | 3 (eau-forte)                                                  | Rijksmuseum Amsterdam |               |
| La grande résurrection de Lazare                                      | B. 73                       | ca. 1632      | 368 × 256 mm | 10 (eau-forte et burin)                                        | Rijksmuseum Amsterdam |               |
| La Sainte Famille, dite la Vierge au Linge                            | B. 62                       | ca. 1632      | 95 × 72 mm   | 1 (eau-forte)                                                  | Rijksmuseum Amsterdam, musée de l'Ermitage |               |
| La grande Descente de croix                                           | B. 81                       | 1633          | 530 × 413 mm | 5 (eau-forte et burin)                                         | Rijksmuseum Amsterdam |               |
| Le Bon Samaritain                                                     | B. 90                       | 1633          | 250 × 210 mm | 4 (eau-forte et burin)                                         | Rijksmuseum Amsterdam |               |
| La Petite fuite en Egypte                                             | B. 52                       | 1633          | 89 × 63 mm   | 2 (eau-forte)                                                  | Rijksmuseum Amsterdam |               |
| Jacob pleurant la mort de Joseph                                      | B. 38                       | 1633          | 109 × 82 mm  | 2 (eau-forte et pointe-sèche)                                  | British Museum |               |
| Joseph et la femme de Putiphar                                        | B. 39                       | 1634          | 91 × 114 mm  | 2 (eau-forte)                                                  | Rijksmuseum Amsterdam, musée Baron-Martin |               |
| L'Annonciation aux bergers                                            | B. 44                       | 1634          | 263 × 220 mm | 3 (eau-forte, pointe-sèche et burin)                           | Rijksmuseum Amsterdam |               |
| La Samaritaine, dite aux ruines                                       | B. 71                       | 1634          | 122 × 108 mm | 2 (eau-forte)                                                  | Rijksmuseum Amsterdam |               |
| Les petits pèlerins d'Emmaüs                                          | B. 88                       | 1634          | 102 × 73 mm  | 1 (eau-forte)                                                  | Rijksmuseum Amsterdam |               |
| Saint Jérôme lisant au pied d'un arbre ou simplement Saint Jérôme     | B. 100                      | 1634          | 108 × 89 mm  | 1 (eau-forte)                                                  | Rijksmuseum Amsterdam |               |
| Jésus chassant les vendeurs du Temple                                 | B. 69                       | 1635          | 136 × 169 mm | 2 (eau-forte)                                                  | Rijksmuseum Amsterdam |               |
| Le Martyre de Saint Etienne                                           | B. 97                       | 1635          | 95 × 85 mm   | 2 (eau-forte)                                                  | Rijksmuseum Amsterdam |               |
| Saint Jérôme à genoux                                                 | B. 102                      | 1635          | 114 × 80 mm  | 1 (eau-forte)                                                  | Rijksmuseum Amsterdam |               |
| Le Denier de César                                                    | B. 68                       | ca. 1635      | 73 × 103 mm  | 2 (eau-forte, pointe-sèche, burin)                             | British Museum |               |
| Jésus en croix                                                        | B. 80                       | ca. 1635      | 95 × 67 mm   | 1 (eau-forte)                                                  | British Museum |               |
| L'Ecce Homo                                                           | B. 77                       | 1636          | 550 × 448 mm | 5 (eau-forte)                                                  | British Museum |               |
| Le Retour du Fils Prodigue                                            | B. 91                       | 1636          | 129 × 135 mm | 1 (eau-forte)                                                  | Rijksmuseum Amsterdam |               |
| Agar renvoyée par Abraham                                             | B. 30                       | 1637          | 126 × 95 mm  | 1 (eau-forte, pointe-sèche)                                    | Rijksmuseum Amsterdam |               |
| Agar renvoyée par Abraham                                             | B. 31 (rejetée par Coppier) | ?             | ? × ?mm      | ?                                                              | ? |               |
| Agar renvoyée par Abraham                                             | B. 32 (rejetée par Coppier) | ?             | ? × ?mm      | ?                                                              | ? |               |
| Abraham caressant Isaac ou Jacob caressant Benjamin                   | B. 33                       | ca. 1635-1639 | 116 × 89 mm  | 1 (eau-forte)                                                  | Rijksmuseum Amsterdam |               |
| Joseph racontant ses songes                                           | B. 37                       | 1638          | 110 × 83 mm  | 3 (eau-forte)                                                  | Rijksmuseum Amsterdam |               |
| Adam et Eve                                                           | B. 28                       | 1638          | 163 × 117 mm | 2 (eau-forte)                                                  | Rijksmuseum Amsterdam |               |
| La Mort de la Vierge                                                  | B. 99                       | 1639          | 408 × 311 mm | 3 (eau-forte, pointe-sèche)                                    | Rijksmuseum Amsterdam |               |
| La Présentation au temple                                             | B. 49                       | 1639          | 213 × 290 mm | 3 (eau-forte, pointe-sèche)                                    | British Museum |               |
| La Décollation de Saint Jean-Baptiste                                 | B. 92                       | 1640          | 127 × 102 mm | 2 (eau-forte, pointe-sèche)                                    | British Museum |               |
| La Décollation de Saint Jean-Baptiste                                 | B. 93 (rejetée par Coppier) | ?             | ? × ?mm      | ?                                                              | ? |               |
| Le jeune couple et la mort                                            | B. 109                      | 1639          | 109 × 79 mm  | 1 (eau-forte)                                                  | British Museum |               |
| L'ange disparaît devant la famille de Tobit                           | B. 43                       | 1641          | 104 × 153 mm | 4 (eau-forte et pointe-sèche)                                  | Rijksmuseum Amsterdam |               |
| La Vierge et l'Enfant sur des nuages                                  | B. 61                       | 1641          | 168 × 105 mm | 1 (eau-forte et pointe-sèche)                                  | Rijksmuseum Amsterdam |               |
| Le Baptême de L'Eunuque                                               | B. 98                       | 1641          | 178 × 214 mm | 2 (eau-forte et pointe-sèche)                                  | Rijksmuseum Amsterdam |               |
| Le triomphe de Mardochée                                              | B. 40                       | ca. 1641      | 175 × 215 mm | 1 (eau-forte et pointe-sèche)                                  | Rijksmuseum Amsterdam |               |
| Jésus entre les deux larrons                                          | B. 79                       | ca. 1641      | 135 × 101 mm | 2 (eau-forte et pointe-sèche)                                  | Rijksmuseum Amsterdam |               |
| Le Dessinateur                                                        | B. 130                      | ca. 1641      | 91 × 62 mm   | 3 (eau-forte)                                                  | Rijksmuseum Amsterdam |               |
| La petite résurrection de Lazare                                      | B. 72                       | 1642          | 149 × 114 mm | 2 (eau-forte)                                                  | Rijksmuseum Amsterdam |               |
| Descente de croix (ébauche)                                           | B. 82                       | 1642          | 150 × 115 mm | 1 (eau-forte)                                                  | Rijksmuseum Amsterdam |               |
| Saint Jérôme dans une chambre obscure                                 | B. 105                      | 1642          | 152 × 174 mm | 2 (eau-forte)                                                  | Rijksmuseum Amsterdam |               |
| Le repos pendant la fuite en Egypte                                   | B. 57                       | ca. 1644      | 92 × 60 mm   | 4 (eau-forte, pointe-sèche)                                    | Rijksmuseum Amsterdam |               |
| Abraham et Isaac                                                      | B. 34                       | 1645          | 157 × 130 mm | 1 (eau-forte, pointe-sèche)                                    | Rijksmuseum Amsterdam |               |
| Le repos pendant la fuite en Egypte : au trait                        | B. 58                       | 1645          | 130 × 115 mm | 1 (eau-forte, pointe-sèche)                                    | Rijksmuseum Amsterdam |               |
| Pierre et Jean à la porte du Temple                                   | B. 95                       | 1645          | 131 × 117 mm | 1 (eau-forte, pointe-sèche)                                    | Rijksmuseum Amsterdam |               |
| Saint Pierre                                                          | B. 96                       | 1645          | 131 × 117 mm | 1 (eau-forte)                                                  | Rijksmuseum Amsterdam |               |
| Transport du Christ au tombeau                                        | B. 84                       | 1645          | 131 × 108 mm | 1 (eau-forte, pointe-sèche)                                    | British Museum |               |
| Saint Jérôme écrivant sous un arbre                                   | B. 103                      | 1648          | 178 × 133 mm | 2 (eau-forte, pointe-sèche)                                    | Rijksmuseum Amsterdam |               |
| Les Juifs à la synagogue                                              | B. 126                      | 1648          | 72 × 129 mm  | 3 (eau-forte, pointe-sèche)                                    | Rijksmuseum Amsterdam |               |
| La Pièce aux cent florins                                             | B. 74                       | ca. 1649      | 281 × 394 mm | 2 (eau-forte, pointe-sèche et burin)                           | Nombreux musées dont le Rijksmuseum Amsterdam, la National Gallery of Art, le Musée national de l'Art occidental (Tokyo), la Bibliothèque nationale de France, le British Museum et le Metropolitan Museum of Art. |               |
| Tobit aveugle                                                         | B. 42                       | 1651          | 161 × 129 mm | 2 (eau-forte, pointe-sèche)                                    | Rijksmuseum Amsterdam |               |
| La Fuite en Egypte, la nuit                                           | B. 53                       | 1651          | 127 × 110 mm | 6 (eau-forte, pointe-sèche)                                    | Rijksmuseum Amsterdam |               |
| L'Adoration des bergers à la lanterne                                 | B. 46                       | ca. 1652      | 149 × 198 mm | 8 (eau-forte, pointe-sèche)                                    | British Museum |               |
| David en prière                                                       | B. 41                       | 1652          | 143 × 94 mm  | 3 (eau-forte, pointe-sèche)                                    | Rijksmuseum Amsterdam |               |
| Le Christ discutant avec les docteurs de la loi                       | B. 65                       | 1652          | 126 × 214 mm | 3 (eau-forte, pointe-sèche)                                    | Rijksmuseum Amsterdam |               |
| Jésus-Christ prêchant, ou « La Petite Tombe »                         | B. 67                       | ca. 1652      | 154 × 206 mm | 1 (eau-forte, pointe-sèche et burin)                           | Rijksmuseum Amsterdam |               |
| Vierge de douleur                                                     | B. 85                       | ca. 1652      | 110 × 89 mm  | 1 (eau-forte et pointe-sèche)                                  | Rijksmuseum Amsterdam |               |
| La Fuite en Egypte                                                    | B. 56                       | ca. 1653      | 214 × 284 mm | 1 (eau-forte, pointe-sèche et burin)                           | Rijksmuseum Amsterdam |               |
| Saint Jérôme lisant dans un paysage italien ou Saint Jérôme, inachevé | B. 104                      | ca. 1653      | 260 × 210 mm | 2 (eau-forte, pointe-sèche et burin)                           | Rijksmuseum Amsterdam |               |
| Les Trois Croix                                                       | B. 78                       | 1653-ca. 1661 | 394 × 456 mm | 4 (pointe-sèche et burin)                                      | Rijksmuseum Amsterdam, Musée des beaux-arts du Canada, Bibliothèque nationale de France |               |
| L'Adoration des bergers                                               | B. 45                       | ca. 1654      | 105 × 129 mm | 2 (eau-forte, pointe-sèche)                                    | Rijksmuseum Amsterdam |               |
| La Circoncision dans l'étable                                         | B. 47                       | 1654          | 95 × 144 mm  | 2 (eau-forte)                                                  | Rijksmuseum Amsterdam |               |
| La Fuite en Egypte, passage d'un gué                                  | B. 55                       | 1654          | 93 × 144 mm  | 1 (eau-forte)                                                  | Rijksmuseum Amsterdam |               |
| La Saint Famille, dite La Vierge au chat                              | B. 63                       | 1654          | 95 × 145 mm  | 2 (eau-forte)                                                  | Rijksmuseum Amsterdam |               |
| Jésus ramené du Temple par ses parents                                | B. 60                       | 1654          | 94 × 144 mm  | 1 (eau-forte et pointe-sèche)                                  | Rijksmuseum Amsterdam |               |
| La Présentation au Temple, dite à la manière noire                    | B. 50                       | ca. 1654      | 209 × 160 mm | 1 (eau-forte et pointe-sèche — ce n'est pas une manière noire) | Rijksmuseum Amsterdam |               |
| La Descente de croix au flambeau                                      | B. 83                       | 1654          | 210 × 162 mm | 1 (eau-forte et pointe-sèche)                                  | Rijksmuseum Amsterdam |               |
| La Mise au tombeau                                                    | B. 86                       | ca. 1654      | 211 × 162 mm | 4 (eau-forte, pointe-sèche et burin)                           | Rijksmuseum Amsterdam |               |
| Les Pèlerins d'Emmaüs                                                 | B. 87                       | 1654          | 210 × 160 mm | 3 (eau-forte, pointe-sèche et burin)                           | Rijksmuseum Amsterdam |               |
| Jésus au milieu des Docteurs                                          | B. 64                       | 1654          | 95 × 143 mm  | 1 (eau-forte)                                                  | Rijksmuseum Amsterdam |               |
| Jésus présenté au peuple, ou l'Ecce Homo en largeur                   | B. 76                       | 1655          | 355 × 452 mm | 8 (pointe-sèche sur papier japon)                              | Rijksmuseum Amsterdam |               |
| Le Sacrifice d'Abraham                                                | B. 35                       | 1655          | 156 × 131 mm | 1 (eau-forte et pointe-sèche)                                  | Rijksmuseum Amsterdam |               |
| Quatre sujets pour la Piedra Gloriosa                                 | B. 36                       | 1655          | 252 × 160 mm | 3 (eau-forte, pointe-sèche et burin)                           | Rijksmuseum Amsterdam |               |
| Abraham recevant les trois Anges                                      | B. 29                       | 1656          | 159 × 131 mm | 1 (eau-forte et pointe-sèche)                                  | Rijksmuseum Amsterdam |               |
| Le Christ apparaissant aux apôtres                                    | B. 89                       | 1656          | 162 × 211 mm | 1 (eau-forte et pointe-sèche)                                  | Rijksmuseum Amsterdam |               |
| Le Christ au Mont des Oliviers                                        | B. 75                       | ca. 1657      | 109 × 83 mm  | 1 (eau-forte et pointe-sèche)                                  | British Museum |               |
| Saint François à genoux                                               | B. 107                      | 1657          | 179 × 244 mm | 2 (eau-forte et pointe-sèche)                                  | Rijksmuseum Amsterdam |               |
| Le Christ et la Samaritaine                                           | B. 70                       | 1657-1658     | 125 × 160 mm | 3 (eau-forte et pointe-sèche)                                  | Rijksmuseum Amsterdam |               |
| Saint Pierre et Saint Jean à la porte du Temple                       | B. 94                       | 1659          | 180 × 219 mm | 4 (eau-forte, pointe-sèche et burin)                           | Rijksmuseum Amsterdam |               |

### Sujets allégoriques ou mythologiques
| Titre                                     | Notation Bartsch                                         | Date           | Dimensions   | États                                | Conservation                       | Image Commons |
| ----------------------------------------- | -------------------------------------------------------- | -------------- | ------------ | ------------------------------------ | ---------------------------------- | ------------- |
| La petite chasse avec un lion             | B. 116                                                   | ca. 1629       | 158 × 118 mm | 1 (eau-forte)                        | Rijksmuseum Amsterdam              |               |
| La petite chasse avec deux lions          | B. 115                                                   | ca. 1629       | 115 × 123 mm | 1 (eau-forte)                        | Rijksmuseum Amsterdam              |               |
| Diane au bain                             | B. 201                                                   | ca. 1631       | 177 × 159 mm | 1 (eau-forte)                        | Rijksmuseum Amsterdam              |               |
| Jupiter et Antiope : la petite planche    | B. 204                                                   | ca. 1631       | 83 × 112 mm  | 2 (eau-forte)                        | British Museum, musée Baron-Martin |               |
| Femme nue dormant                         | B. 204                                                   | 1633           | 113 × 166 mm | 2 (eau-forte)                        | British Museum, musée Baron-Martin |               |
| La Fortune contraire                      | B. 111                                                   | 1633           | 113 × 166 mm | 1 (eau-forte)                        | Rijksmuseum Amsterdam              |               |
| La grande chasse aux lions                | B. 114                                                   | 1641           | 225 × 301 mm | 2 (eau-forte et pointe-sèche)        | Rijksmuseum Amsterdam              |               |
| Médée ou le mariage de Jason et de Creüsa | B. 112                                                   | 1648           | 240 × 177 mm | 5 (eau-forte et pointe-sèche)        | Rijksmuseum Amsterdam              |               |
| L'étoile des Rois                         | B. 113                                                   | ca. 1651       | 94 × 143 mm  | 1 (eau-forte et pointe-sèche)        | Rijksmuseum Amsterdam              |               |
| Le Tombeau allégorique le Phénix          | B. 110                                                   | ca. 1658       | 180 × 183 mm | 1 (eau-forte et pointe-sèche)        | Rijksmuseum Amsterdam              |               |
| Jupiter et Antiope : la grande planche    | B. 203                                                   | 1659           | 140 × 206 mm | 2 (eau-forte, pointe-sèche et burin) | British Museum                     |               |
| La Jeunesse surprise par la Mort          | B. 108 (rejetée par Coppier ; attribuée à Ferdinand Bol) | c. 1642 - 1644 | 133 × 90 mm  | Eau-forte et pointe-sèche            | Rijksmuseum Amsterdam              |               |
| L'Amour couché                            | B. 132 (rejetée par Coppier)                             | ?              | ? × ?mm      | ?                                    | ?                                  |               |
| Vieillard à petite barbe                  | B. 137 (rejetée par Coppier)                             | ?              | ? × ?mm      | ?                                    | ?                                  |               |
| Vieillard vu par le dos                   | B. 143                                                   | ?              | ? × ?mm      | ?                                    | ?                                  |               |
| L'Astrologue                              | B. 145 (rejetée par Coppier)                             | ?              | ? × ?mm      | ?                                    | ?                                  |               |
| Le Philosophe                             | B. 146 (rejetée par Coppier)                             | ?              | ? × ?mm      | ?                                    | ?                                  |               |
| Médecin tâtant le pouls                   | B. 155 (rejetée par Coppier)                             | ?              | ? × ?mm      | ?                                    | ?                                  |               |

### Sujets de genre
| Titre                                                                                   | Notation Bartsch             | Date      | Dimensions   | États                                                        | Conservation                              | Image Commons |
| --------------------------------------------------------------------------------------- | ---------------------------- | --------- | ------------ | ------------------------------------------------------------ | ----------------------------------------- | ------------- |
| Gueux enveloppé dans son manteau                                                        | B. 184                       | ca. 1628  | ? × ?mm      | 1 (eau-forte)                                                | Bibliothèque nationale de France          |               |
| A beggar in a tall hat and long cloak, with a cottage and two figures in the background | S. 376                       | ca. 1628  | 119 × 87 mm  | 1 (eau-forte et dessin à la plume et pinceau et encre grise) | Rijksmuseum Amsterdam                     |               |
| Grand gueux debout                                                                      | B. 162                       | ca. 1629  | 155 × 120 mm | 5 (eau-forte)                                                | Rijksmuseum Amsterdam                     |               |
| Gueux dans le goût de Callot                                                            | B. 166                       | ca. 1629  | 90 × 42 cm   | 5 (eau-forte)                                                | Rijksmuseum Amsterdam                     |               |
| Deux études de mendiants                                                                | B. 182                       | ca. 1629  | ? × ?cm      | 1 (eau-forte)                                                | ?                                         |               |
| Old man with snub nose                                                                  | S. 389                       | ca. 1629  | 28 × 23 cm   | 1 (eau-forte)                                                | British Museum                            |               |
| Autre petite tête grotesque                                                             | B. 327                       | ca. 1629  | 36 × 31 cm   | 3 (eau-forte)                                                | Rijksmuseum Amsterdam                     |               |
| La Femme à la calebasse                                                                 | B. 168                       | ca. 1630  | 103 × 46 mm  | 2 (eau-forte)                                                | Rijksmuseum Amsterdam                     |               |
| Gueux et gueuse                                                                         | B. 164                       | 1630      | 80 × 66 mm   | 1 (eau-forte)                                                | Rijksmuseum Amsterdam                     |               |
| Gueux assis se chauffant les mains                                                      | B. 173                       | ca. 1630  | 77 × 46 mm   | 2 (eau-forte)                                                | Rijksmuseum Amsterdam                     |               |
| Gueux assis sur une motte de terre ou Autoportrait en mendiant                          | B. 174                       | 1630      | 117 × 70 mm  | 1 (eau-forte)                                                | Rijksmuseum Amsterdam, British Museum     |               |
| Couple de mendiants à côté d'une butte                                                  | B. 183                       | 1630      | 122 × 95 mm  | 1 (eau-forte)                                                | Rijksmuseum Amsterdam                     |               |
| Tête d'homme chauve (père de Rembrandt)                                                 | B. 292                       | 1630      | 118 × 97 mm  | 3 (eau-forte)                                                | Rijksmuseum Amsterdam                     |               |
| Tête d'homme chauve (père de Rembrandt)                                                 | B. 294                       | 1630      | 57 × 43 mm   | 1 (eau-forte)                                                | Rijksmuseum Amsterdam                     |               |
| Vieillard à courte barbe                                                                | B. 151                       | ca. 1630  | 113 × 79 mm  | 3 (eau-forte)                                                | Rijksmuseum Amsterdam                     |               |
| Gueux assis                                                                             | B. 160                       | ca. 1630  | 127 × 85 mm  | 1 (eau-forte)                                                | Rijksmuseum Amsterdam                     |               |
| Gueux debout                                                                            | B. 163                       | ca. 1630  | 85 × 46 mm   | 1 (eau-forte)                                                | Rijksmuseum Amsterdam                     |               |
| Mendiants homme et femme                                                                | B. 165                       | ca. 1630  | 113 × 80 mm  | 9 (eau-forte et pointe-sèche)                                | Rijksmuseum Amsterdam                     |               |
| Paysan déguenillé                                                                       | B. 172                       | ca. 1630  | 93 × 77 mm   | 6 (eau-forte et pointe-sèche)                                | Rijksmuseum Amsterdam                     |               |
| Gueux à la jambe de bois, dit « Capteyn Eenbeen »                                       | B. 179                       | ca. 1630  | 115 × 67 mm  | 2 (eau-forte)                                                | Rijksmuseum Amsterdam                     |               |
| Vieux mendiant avec un chien                                                            | B. 175                       | 1631      | 109 × 41 mm  | 2 (eau-forte et burin)                                       | Rijksmuseum Amsterdam                     |               |
| La Femme aux oignons                                                                    | B. 134                       | 1631      | 122 × 82 mm  | 3 (eau-forte)                                                | Rijksmuseum Amsterdam                     |               |
| Paysan les mains derrière le dos                                                        | B. 135                       | 1631      | 60 × 50 mm   | 5 (eau-forte)                                                | Rijksmuseum Amsterdam                     |               |
| Aveugle jouant du violon                                                                | B. 138                       | 1631      | 78 × 53 mm   | 3 (eau-forte)                                                | Rijksmuseum Amsterdam                     |               |
| Petite figure polonaise                                                                 | B. 142                       | 1631      | 58 × 21 mm   | 1 (eau-forte)                                                | Rijksmuseum Amsterdam                     |               |
| Vieillard sans barbe                                                                    | B. 150                       | 1631      | 63 × 81 mm   | 4 (eau-forte)                                                | Rijksmuseum Amsterdam                     |               |
| Le Lépreux (Lazarus Klap)                                                               | B. 171                       | 1631      | 94 × 64 mm   | 7 (eau-forte)                                                | Rijksmuseum Amsterdam                     |               |
| L'Homme qui pisse                                                                       | B. 190                       | 1631      | 83 × 49 mm   | 1 (eau-forte)                                                | Rijksmuseum Amsterdam                     |               |
| La Femme qui pisse                                                                      | B. 191                       | 1631      | 81 × 64 mm   | 1 (eau-forte)                                                | Rijksmuseum Amsterdam                     |               |
| Deux figures vénitiennes                                                                | B. 154                       | ca. 1631  | 93 × 60 mm   | 2 (eau-forte)                                                | Rijksmuseum Amsterdam                     |               |
| Figure polonaise                                                                        | B. 140                       | ca. 1631  | 50 × 48 mm   | 2 (eau-forte)                                                | British Museum                            |               |
| Le Persan                                                                               | B. 152                       | 1632      | 108 × 79 mm  | 1 (eau-forte)                                                | Rijksmuseum Amsterdam                     |               |
| Le Vendeur de mort-aux-rats                                                             | B. 121                       | 1632      | 140 × 125 mm | 3 (eau-forte et burin)                                       | Rijksmuseum Amsterdam                     |               |
| Le Vendeur de mort-aux-rats                                                             | B. 122 (rejetée par Coppier) | ?         | ? × ?mm      | ?                                                            | ?                                         |               |
| Polonais avec sabre et bâton                                                            | B. 141                       | ca. 1632  | 82 × 43 mm   | 6 (eau-forte)                                                | Rijksmuseum Amsterdam                     |               |
| La Liseuse                                                                              | B. 345                       | 1634      | 124 × 103 mm | 3 (eau-forte)                                                | Rijksmuseum Amsterdam                     |               |
| Gueux (demandant « Tis vinnich kout »)                                                  | B. 177                       | 1634      | 113 × 43 mm  | 1 (eau-forte)                                                | Rijksmuseum Amsterdam                     |               |
| Gueux en pendant (répondant « Dats niet »)                                              | B. 178                       | 1634      | 113 × 40 mm  | 1 (eau-forte)                                                | Rijksmuseum Amsterdam                     |               |
| Paysan et paysanne marchant                                                             | B. 144                       | ca. 1634  | 64 × 48 mm   | 1 (eau-forte)                                                | Rijksmuseum Amsterdam                     |               |
| La Faiseuse de Koucks                                                                   | B. 124                       | 1635      | 129 × 78 mm  | 3 (eau-forte)                                                | Rijksmuseum Amsterdam                     |               |
| Le Charlatan                                                                            | B. 129                       | 1635      | 78 × 36 mm   | 2 (eau-forte)                                                | Rijksmuseum Amsterdam                     |               |
| « La Grande mariée juive »                                                              | B. 340                       | 1635      | 220 × 169 mm | 5 (eau-forte, pointe-sèche, burin, craie noire)              | Rijksmuseum Amsterdam                     |               |
| Étude pour la grande mariée juive                                                       | B. 341 (rejetée par Coppier) |           | ? × ?mm      |                                                              |                                           |               |
| Les Musiciens ambulants G. Dou                                                          | B. 119 (rejetée par Coppier) | 1635      | 139 × 116 mm | 2 (eau-forte)                                                | Rijksmuseum Amsterdam                     |               |
| La Vieille qui dort                                                                     | B. 350                       | 1633-1639 | 69 × 52 mm   | 1 (eau-forte)                                                | Rijksmuseum Amsterdam                     |               |
| Le Juif à grand bonnet                                                                  | B. 133                       | 1639      | 81 × 45 mm   | 1 (eau-forte)                                                | Rijksmuseum Amsterdam                     |               |
| Le Patineur                                                                             | B. 156                       | ca. 1639  | 61 × 59 mm   | 1 (eau-forte et pointe-sèche)                                | Rijksmuseum Amsterdam                     |               |
| Vieillard portant la main à son bonnet                                                  | B. 259                       | ca. 1639  | 137 × 114 mm | 1 (eau-forte, pointe-sèche)                                  | Rijksmuseum Amsterdam                     |               |
| Vieillard à barbe carrée                                                                | B. 265                       | 1640      | 151 × 137 mm | 2 (eau-forte, pointe-sèche)                                  | Rijksmuseum Amsterdam, musée Baron-Martin |               |
| Trois figures orientales                                                                | B. 118                       | 1641      | 144 × 114 mm | 2 (eau-forte, pointe-sèche)                                  | Rijksmuseum Amsterdam                     |               |
| Le Maître d'école                                                                       | B. 128                       | 1641      | 93 × 61 mm   | 1 (eau-forte)                                                | British Museum                            |               |
| Joueur de carte                                                                         | B. 136                       | 1641      | 90 × 83 mm   | 2 (eau-forte)                                                | Rijksmuseum Amsterdam                     |               |
| L'Espiègle                                                                              | B. 188                       | 1642      | 117 × 143 mm | 4 (eau-forte et pointe-sèche)                                | Rijksmuseum Amsterdam                     |               |
| La Petite bohémienne espagnole                                                          | B. 120                       | ca. 1642  | 132 × 115 mm | 1 (eau-forte)                                                | Musée des beaux-arts de Boston            |               |
| Jeune fille au panier                                                                   | B. 356                       | ca. 1642  | 87 × 63 mm   | 2 (eau-forte)                                                | Rijksmuseum Amsterdam                     |               |
| Le Cochon                                                                               | B. 157                       | 1643      | 144 × 183 mm | 2 (eau-forte et pointe-sèche)                                | Rijksmuseum Amsterdam                     |               |
| Le Vieillard endormi                                                                    | B. 189                       | ca. 1644  | 78 × 57 mm   | 1 (eau-forte et burin)                                       | Rijksmuseum Amsterdam                     |               |
| Le Philosophe en méditation                                                             | B. 147                       | 1645      | 133 × 108 mm | 2 (eau-forte et pointe-sèche)                                | Rijksmuseum Amsterdam                     |               |
| Vieille mendiante                                                                       | B. 170                       | 1646      | 83 × 64 mm   | 1 (eau-forte et pointe-sèche)                                | British Museum                            |               |
| Mendiants recevant l'aumône à la porte d'une maison                                     | B. 176                       | 1648      | 165 × 128 mm | 3 (eau-forte, pointe-sèche et burin)                         | Rijksmuseum Amsterdam                     |               |
| Les Baigneurs                                                                           | B. 195                       | 1651      | 110 × 136 mm | 2 (eau-forte)                                                | Rijksmuseum Amsterdam                     |               |
| Le paysan avec femme et enfant                                                          | B. 131                       | 1652      | 113 × 93 mm  | 2 (eau-forte)                                                | Rijksmuseum Amsterdam                     |               |
| Le jeu de « kolf »                                                                      | B. 125                       | 1654      | 95 × 143 mm  | 2 (eau-forte)                                                | Rijksmuseum Amsterdam                     |               |
| Le petit orfèvre                                                                        | B. 123                       | 1655      | 77 × 56 mm   | 2 (eau-forte et pointe-sèche)                                | Rijksmuseum Amsterdam                     |               |
| La femme devant le poêle                                                                | B. 197                       | 1658      | 222 × 182 mm | 7 (eau-forte, pointe-sèche et burin)                         | Rijksmuseum Amsterdam                     |               |
| La Coupeuse d'ongles                                                                    | B. 127 (rejetée par Coppier) | ?         | ? × ?mm      | ?                                                            | ?                                         |               |
| Gueux et sa femme                                                                       | B. 161 (rejetée par Coppier) | ?         | ? × ?mm      | ?                                                            | ?                                         |               |
| Gueux à manteau déchiqueté                                                              | B. 167 (rejetée par Coppier) | ?         | ? × ?mm      | ?                                                            | ?                                         |               |
| Gueux debout                                                                            | B. 169 (rejetée par Coppier) | ?         | ? × ?mm      | ?                                                            | ?                                         |               |
| Paysan debout                                                                           | B. 180 (rejetée par Coppier) | ?         | ? × ?mm      | ?                                                            | ?                                         |               |
| Paysanne debout                                                                         | B. 181 (rejetée par Coppier) | ?         | ? × ?mm      | ?                                                            | ?                                         |               |
| Gueux et Gueuse                                                                         | B. 185 (rejetée par Coppier) | ?         | ? × ?mm      | ?                                                            | ?                                         |               |

### Paysages
| Titre                                    | Notation Bartsch             | Date     | Dimensions   | États                              | Conservation                                                                                     | Image Commons |
| ---------------------------------------- | ---------------------------- | -------- | ------------ | ---------------------------------- | ------------------------------------------------------------------------------------------------ | ------------- |
| Le petit paysage gris                    | B. 207                       | ca. 1640 | 38 × 82 mm   | 1 (eau-forte)                      | British Museum                                                                                   |               |
| Vue d'Amsterdam                          | B. 210                       | ca. 1640 | 113 × 155 mm | 1 (eau-forte)                      | British Museum                                                                                   |               |
| La chaumière au grand arbre              | B. 226                       | 1641     | 128 × 320 mm | 1 (eau-forte, plume, encre marron) | Rijksmuseum Amsterdam                                                                            |               |
| La chaumière et la grange à foin         | B. 225                       | 1641     | 129 × 321 mm | 1 (eau-forte, pointe-sèche)        | Rijksmuseum Amsterdam                                                                            |               |
| Le Moulin                                | B. 233                       | 1641     | 145 × 208 mm | 1 (eau-forte)                      | Rijksmuseum Amsterdam                                                                            |               |
| Les Trois Arbres                         | B. 212                       | 1643     | 213 × 279 mm | 1 (eau-forte et pointe-sèche)      | Rijksmuseum Amsterdam, Musée des beaux-arts du Canada (Ottawa), Bibliothèque nationale de France |               |
| Le Berger et sa famille                  | B. 220                       | 1644     | 95 × 67 mm   | 2 (eau-forte et pointe-sèche)      | Rijksmuseum Amsterdam                                                                            |               |
| La chaumière près du canal : vue de Diem | B. 228                       | ca. 1645 | 139 × 206 mm | 1 (eau-forte)                      | Rijksmuseum Amsterdam                                                                            |               |
| Le pont de Six                           | B. 208                       | 1645     | 129 × 224 mm | 3 (eau-forte)                      | Rijksmuseum Amsterdam                                                                            |               |
| Le paysage au dessinateur                | B. 219                       | ca. 1645 | 130 × 208 mm | 1 (eau-forte)                      | Rijksmuseum Amsterdam                                                                            |               |
| Vue de l'Omval                           | B. 209                       | 1645     | 186 × 227 mm | 2 (eau-forte, pointe-sèche)        | Rijksmuseum Amsterdam                                                                            |               |
| L'Abreuvoir                              | B. 231                       | 1645     | 125 × 132 mm | 3 (eau-forte, pointe-sèche)        | Rijksmuseum Amsterdam                                                                            |               |
| La chaumière entourée de planches        | B. 232                       | 1648     | 130 × 160 mm | 3 (eau-forte, pointe-sèche)        | Rijksmuseum Amsterdam                                                                            |               |
| Le paysage à la tour carrée              | B. 218                       | 1650     | 88 × 157 mm  | 4 (eau-forte, pointe-sèche)        | Rijksmuseum Amsterdam                                                                            |               |
| Le canal avec les cygnes                 | B. 235                       | 1650     | 82 × 107 mm  | 2 (eau-forte, pointe-sèche)        | Rijksmuseum Amsterdam                                                                            |               |
| Le paysage au bateau                     | B. 236                       | 1650     | 83 × 108 mm  | 2 (eau-forte, pointe-sèche)        | Rijksmuseum Amsterdam                                                                            |               |
| Le paysage à la vache qui s'abreuve      | B. 237                       | ca. 1650 | 103 × 128 mm | 2 (eau-forte, pointe-sèche)        | Rijksmuseum Amsterdam                                                                            |               |
| L'Obélisque                              | B. 227                       | ca. 1650 | 83 × 161 mm  | 2 (eau-forte, pointe-sèche)        | Rijksmuseum Amsterdam                                                                            |               |
| Le Taureau                               | B. 253                       | ca. 1650 | 77 × 105 mm  | 1 (eau-forte)                      | Rijksmuseum Amsterdam                                                                            |               |
| Le paysage aux trois chaumières          | B. 217                       | 1650     | 162 × 203 mm | 3 (eau-forte, pointe-sèche)        | Rijksmuseum Amsterdam                                                                            |               |
| Le grand paysage à la tour               | B. 223                       | ca. 1651 | 121 × 318 mm | 4 (eau-forte, pointe-sèche)        | Rijksmuseum Amsterdam                                                                            |               |
| « La Campagne du peseur d'or »           | B. 234                       | 1651     | 121 × 319 mm | 1 (eau-forte, pointe-sèche)        | Rijksmuseum Amsterdam                                                                            |               |
| Le bouquet d'arbres                      | B. 222                       | 1652     | 124 × 211 mm | 2 (pointe-sèche)                   | British Museum                                                                                   |               |
| La Grange à foin                         | B. 224                       | 1652     | 83 × 175 mm  | 2 (eau-forte et pointe-sèche)      | British Museum                                                                                   |               |
| L'Homme au lait                          | B. 213                       | ca. 1652 | 65 × 174 mm  | 2 (eau-forte et pointe-sèche)      | Rijksmuseum Amsterdam                                                                            |               |
| Le Canal                                 | B. 221                       | ca. 1652 | 80 × 211 mm  | 1 (pointe-sèche)                   | Rijksmuseum Amsterdam                                                                            |               |
| Le paysage au chasseur                   | B. 211                       | ca. 1653 | 128 × 158 mm | 2 (eau-forte et pointe-sèche)      | Rijksmuseum Amsterdam                                                                            |               |
| Le Paysage à la vache                    | B. 206 (rejetée par Coppier) |          | ? × ?mm      |                                    |                                                                                                  |               |
| Les deux maisons au pignon pointu        | B. 214 (rejetée par Coppier) |          | ? × ?mm      |                                    |                                                                                                  |               |
| Le Paysage au carrosse                   | B. 215 (rejetée par Coppier) |          | ? × ?mm      |                                    |                                                                                                  |               |
| La Terrasse                              | B. 216 (rejetée par Coppier) |          | ? × ?mm      |                                    |                                                                                                  |               |
| Le Bouquet d'arbres au bord du chemin    | B. 229 (rejetée par Coppier) |          | ? × ?mm      |                                    |                                                                                                  |               |
| Le Paysage aux deux allées               | B. 230 (rejetée par Coppier) |          | ? × ?mm      |                                    |                                                                                                  |               |
| Le Paysage à la grosse tour carrée       | B. 238 (rejetée par Coppier) |          | ? × ?mm      |                                    |                                                                                                  |               |
| Le Petit homme                           | B. 239 (rejetée par Coppier) |          | ? × ?mm      |                                    |                                                                                                  |               |
| Le Canal à la petite barque              | B. 240 (rejetée par Coppier) |          | ? × ?mm      |                                    |                                                                                                  |               |
| Le Grand arbre                           | B. 241 (rejetée par Coppier) |          | ? × ?mm      |                                    |                                                                                                  |               |
| Le Paysage à la barrière blanche         | B. 242 (rejetée par Coppier) |          | ? × ?mm      |                                    |                                                                                                  |               |
| Le Pêcheur dans une barque               | B. 243 (rejetée par Coppier) |          | ? × ?mm      |                                    |                                                                                                  |               |
| Le Paysage au canal                      | B. 244 (rejetée par Coppier) |          | ? × ?mm      |                                    |                                                                                                  |               |
| Maison bâtie au bord du canal            | B. 245 (rejetée par Coppier) |          | ? × ?mm      |                                    |                                                                                                  |               |
| Le Pont de bois                          | B. 246 (rejetée par Coppier) |          | ? × ?mm      |                                    |                                                                                                  |               |
| Le Paysage aux palissades                | B. 247 (rejetée par Coppier) |          | ? × ?mm      |                                    |                                                                                                  |               |
| La Grange remplie de foin                | B. 248 (rejetée par Coppier) |          | ? × ?mm      |                                    |                                                                                                  |               |
| Maison de paysan avec cheminée carrée    | B. 249 (rejetée par Coppier) |          | ? × ?mm      |                                    |                                                                                                  |               |
| Maison aux trois cheminées               | B. 250 (rejetée par Coppier) |          | ? × ?mm      |                                    |                                                                                                  |               |
| Le Chariot à foin                        | B. 251 (rejetée par Coppier) |          | ? × ?mm      |                                    |                                                                                                  |               |
| Le Château                               | B. 252 (rejetée par Coppier) |          | ? × ?mm      |                                    |                                                                                                  |               |
| La Rue du village                        | B. 254 (rejetée par Coppier) |          | ? × ?mm      |                                    |                                                                                                  |               |
| Le Paysage non fini                      | B. 255 (rejetée par Coppier) |          | ? × ?mm      |                                    |                                                                                                  |               |
| Le Paysage au canal                      | B. 256 (rejetée par Coppier) |          | ? × ?mm      |                                    |                                                                                                  |               |

### Nature morte, sujets libres et nus
| Titre                             | Notation Bartsch | Date     | Dimensions   | États                                         | Conservation                                            | Image Commons |
| --------------------------------- | ---------------- | -------- | ------------ | --------------------------------------------- | ------------------------------------------------------- | ------------- |
| Le coquillage                     | B. 159           | 1650     | 97 × 131 mm  | 3 (eau-forte, pointe-sèche, burin sur papier) | Rijksmuseum Amsterdam                                   |               |
| Sujet de bataille                 | B. 117           | ca. 1632 | 103 × 78 mm  | 2 (eau-forte)                                 | Rijksmuseum Amsterdam                                   |               |
| Homme à cheval                    | B. 139           | ca. 1632 | 82 × 60 mm   | 2 (eau-forte)                                 | British Museum                                          |               |
| Le Dessinateur et son modèle      | B. 192           | ca. 1639 | 232 × 184 mm | 2 (eau-forte, pointe-sèche et burin)          | Rijksmuseum Amsterdam                                   |               |
| Le Petit chien endormi            | B. 158           | 1640     | 39 × 81 mm   | 3 (eau-forte)                                 | Rijksmuseum Amsterdam                                   |               |
| Le Moine dans le blé              | B. 187           | ca. 1646 | 48 × 65 mm   | 1 (eau-forte et pointe-sèche)                 | Rijksmuseum Amsterdam                                   |               |
| Femme au bain                     | B. 199           | 1658     | 155 × 128 mm | 2 (eau-forte, pointe-sèche et burin)          | Rijksmuseum Amsterdam                                   |               |
| Femme avec les pieds dans l'eau   | B. 200           | 1658     | 160 × 80 mm  | 1 (eau-forte)                                 | Rijksmuseum Amsterdam, musée Baron-Martin               |               |
| La Négresse couchée               | B. 205           | 1658     | 82 × 159 mm  | 3 (eau-forte, pointe-sèche et burin)          | Rijksmuseum Amsterdam                                   |               |
| La femme à la flèche              | B. 202           | 1661     | 206 × 124 mm | 3 (eau-forte et pointe-sèche)                 | British Museum                                          |               |
| Femme nue assise sur une butte    | B. 198           | ca. 1631 | 177 × 160 mm | 2 (eau-forte)                                 | Rijksmuseum Amsterdam                                   |               |
| Le Lit à la française             | B. 186           | 1646     | 126 × 224 mm | 5 (eau-forte, pointe sèche et burin)          | Rijksmuseum Amsterdam, Bibliothèque nationale de France |               |
| Homme nu assis                    | B. 193           | 1646     | 165 × 96 mm  | 2 (eau-forte)                                 | Rijksmuseum Amsterdam                                   |               |
| Figures académiques d'hommes      | B. 194           | ca. 1646 | 195 × 128 mm | 3 (eau-forte)                                 | Rijksmuseum Amsterdam                                   |               |
| Académie d'un homme assis à terre | B. 196           | 1646     | 98 × 168 mm  | 2 (eau-forte)                                 | Rijksmuseum Amsterdam                                   |               |

### Griffonnements et études
| Titre                                                                            | Notation Bartsch             | Date               | Dimensions   | États                              | Conservation                               | Image Commons |
| -------------------------------------------------------------------------------- | ---------------------------- | ------------------ | ------------ | ---------------------------------- | ------------------------------------------ | ------------- |
| Griffonnements avec la tête de Rembrandt ou Feuille de modèles avec autoportrait | B. 363 (rejetée par Coppier) | ca. 1632           | 101 × 113 mm | 2 (eau-forte)                      | Rijksmuseum Amsterdam                      |               |
| Griffonnements avec taillis et un cheval                                         | B. 364 (rejetée par Coppier) | c. 1650-1652       | 109 × 136 mm | pointe-sèche                       | Musée du Louvre, British Museum            |               |
| Six études de têtes dont celles de Saskia                                        | B. 365 (rejetée par Coppier) | 1636               | 152 × 125 mm | 1 (eau-forte)                      | Rijksmuseum Amsterdam                      |               |
| Griffonnements avec cinq têtes                                                   | B. 366 (rejetée par Coppier) | 1630-1631          | 98 × 124 mm  | 1 (eau-forte)                      | Albertina, Vienne                          |               |
| Trois études de têtes dont l'une au trait (Saskia)                               | B. 367                       | ca. 1637           | 127 × 103 mm | 3 (eau-forte)                      | Rijksmuseum Amsterdam                      |               |
| Trois têtes de femme                                                             | B. 368                       | 1637               | 141 × 96 mm  | 1 (eau-forte)                      | Rijksmuseum Amsterdam                      |               |
| Feuille d'études avec Saskia au lit                                              | B. 369                       | ca. 1641-1642      | 136 × 152 mm | 1 (eau-forte)                      | British Museum                             |               |
| Griffonnements où se voit le portrait de Rembrandt                               | B. 370                       | 1651               | 112 × 92 mm  | 1 (eau-forte)                      | Rijksmuseum Amsterdam                      |               |
| Étude d'un chien                                                                 | B. 371 (rejetée par Coppier) | ap. 1630           | 114 × 149 mm | eau-forte                          | Rijksmuseum Amsterdam, British Museum      |               |
| Griffonnements avec un arbre                                                     | B. 372                       | entre 1640 et 1644 | 79 × 64 mm   | 1 (eau-forte)                      | Rijksmuseum Amsterdam                      |               |
| Griffonnements espacés par un trait au milieu                                    | B. 373 (rejetée par Coppier) | ca. 1651           | 48 × 77 mm   | eau-forte                          | Rijksmuseum Amsterdam, British Museum, BnF |               |
| Trois têtes de vieillards                                                        | B. 374 (rejetée par Coppier) | ca. 1630           | 105 × 85 mm  | 1 (eau-forte, plume, encre marron) | Rijksmuseum Amsterdam                      |               |
| Étude d'une tête de femme                                                        | B. 375 (rejetée par Coppier) | ca. 1632 - 1638    | 64 × 55 mm   | 1                                  | Rijksmuseum Amsterdam                      |               |

## Estampes additionnelles
Coppier a restitué et considéré comme faux les estampes supplémentaires suivantes; s'ajoutent des commentaires de Monod.

### Seidlitz
- S. 378 : Buste d'homme
- S. 379 : Autoportrait, dessinant une plaque, Petit Palais (1658)[51]
- S. 380 : Vue d'Amsterdam (Esdaile, 689, « unique ? »[49])
- S. 381 : Deux chaumières (Middleton, 6, British Museum[49])
- S. 382 : Le village au ruisseau ou Village séparé par une digue, Cambridge, Rijksmuseum Amsterdam, attribué à Th. Konink ou P. de Witt[49]
- S. 383 : Le passeur

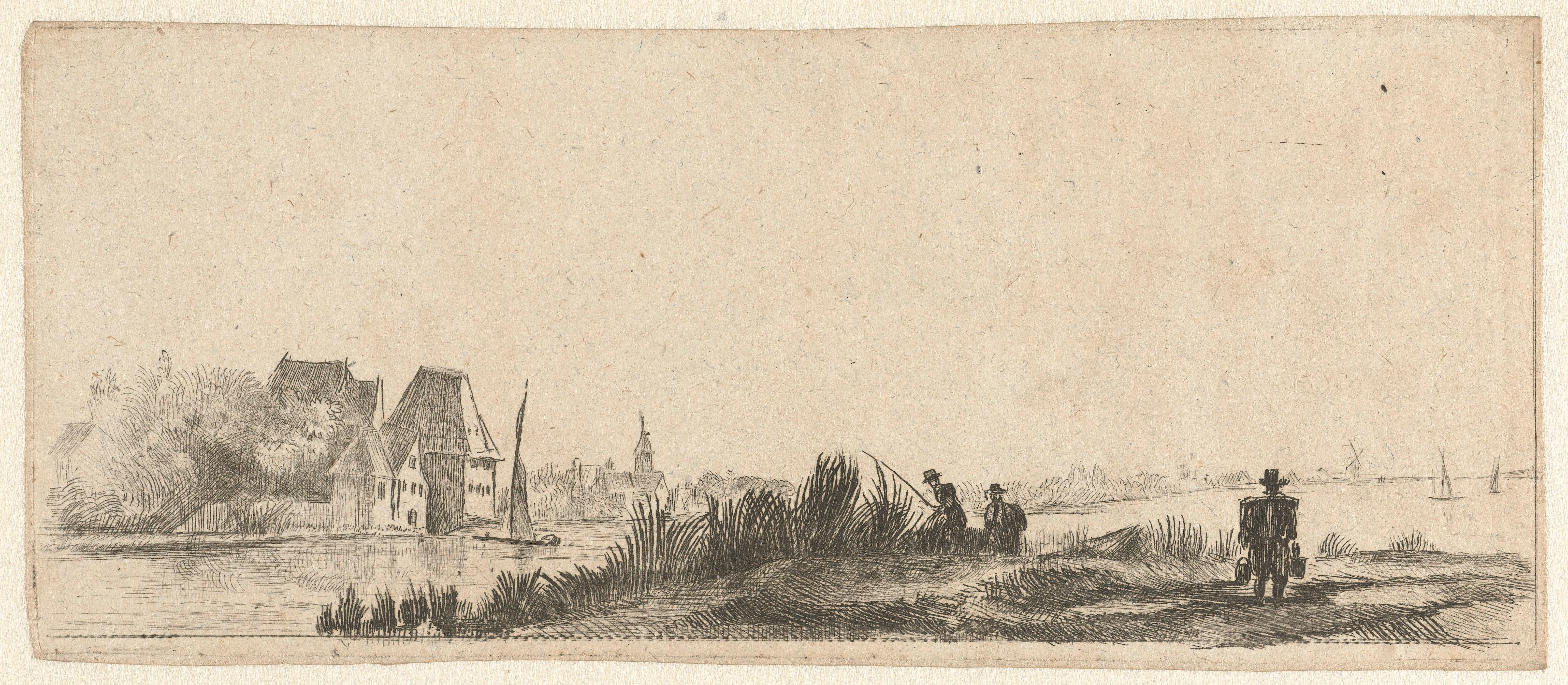
Paysage avec deux pêcheurs, par Claude-Henri Watelet (n. d.), d'après Rembrandt.

- S. 384 : Le paysage aux deux passeurs ou Paysage avec deux pêcheurs, British Museum[49]
- S. 385 : Deux cabanes ruinées ou Les deux chaumières en ruine, British Museum[49]
- S. 386 : La vieille meule ou La vieille grange, British Museum (« rien de Rembrandt », selon Monod)[49]
- S. 387 : Jan Six ou Autre portrait de Jan Six, Rijksmuseum Amsterdam (Blanc, 185 ; Dutuit plaque attribuée, 1 ; rejet par Middleton[49])
- S. 388 : Profil d'homme barbu
- S. 389 : Profil de vieillard juif ou Profil de vieillard, Rijksmuseum Amsterdam (Blanc, 305 ; Dutuit, 3[49])
- S. 390 : Un vieillard à barbe pointue ou Petit vieillard à barbe pointue (décrit par Wilson, 334[49])
- S. 391 : Tête d'homme frisée ou Tête d'homme aux cheveux bouclés et à moustache claire, British Museum (Wilson, 336[49])
- S. 392 : Un juif debout ou Juif debout enveloppé d'un manteau (« douteux »)[49]
- S. 393 : La Mère de Rembrandt
- S. 394 : Portrait de Rembrandt
- S. 395 : Enfant endormi
- S. 396 : Bethsabée ou Bethsabée au bain, British Museum (« douteux »)[49]
- S. 397 : Vieillard au chapeau défoncé

### Autres
- Middleton, no 18
- Gersaint, no 48 : Circoncision
- Tête d'un enfant, Rijksmuseum Amsterdam (« douteux »)[49]
- Le Pêcheur dans une barque, Rijksmuseum Amsterdam[49]
- Un juif au chapeau à grands bords, Rijksmuseum Amsterdam[49]
- Tête d'un vieillard aux yeux noirs, British Museum (Middleton, 94, « rien de Rembrandt »[49])
- Rembrandt gravant une planche (Harrach, 325)[49]

### Biörklund
Dans Rembrandt's etchings: true and false, George Biörklund liste les estampes qui ont été rejetées comme étant des originaux de Rembrandt : il les attribue à Jan Lievens, Pieter de With, Philips Koninck ; aux élèves de Rembrandt : Ferdinand Bol, De Haen, Constantijn à Renesse, Samuel van Hoogstraten, Jacob Koninck, Philips Koninck, Willem Drost ; et il met enfin de côté les simples copies (par des élèves non identifiés) ou imitations (par d'autres artistes non identifiés).